# Хохольна-Вельчиці
Хохольна-Вельчиці (словац. Chocholná-Velčice) — село, громада округу Тренчин, Тренчинський край. Кадастрова площа громади — 27.9 км².
Населення 1681 особа (станом на 31 грудня 2020 року). Протікає річка Хохолниця.

## Історія
Хохольна-Вельчиці згадується 1345 року.

## Населення
| Рік:            | 1994. | 2004.   | 2014.   | 2024.   |
| --------------- | ----- | ------- | ------- | ------- |
| Кількість осіб: | 1603  | 1695    | 1701    | 1666    |
| Різниця:        |       | +5,73 % | +0,35 % | -2,05 % |

| Рік:            | 2023. | 2024.   |
| --------------- | ----- | ------- |
| Кількість осіб: | 1672  | 1666    |
| Різниця:        |       | -0,35 % |